# Oldenlandia tenerrima
Oldenlandia tenerrima är en måreväxtart som beskrevs av Markgr.. Oldenlandia tenerrima ingår i släktet Oldenlandia och familjen måreväxter. Inga underarter finns listade i Catalogue of Life.